# Incandescencia

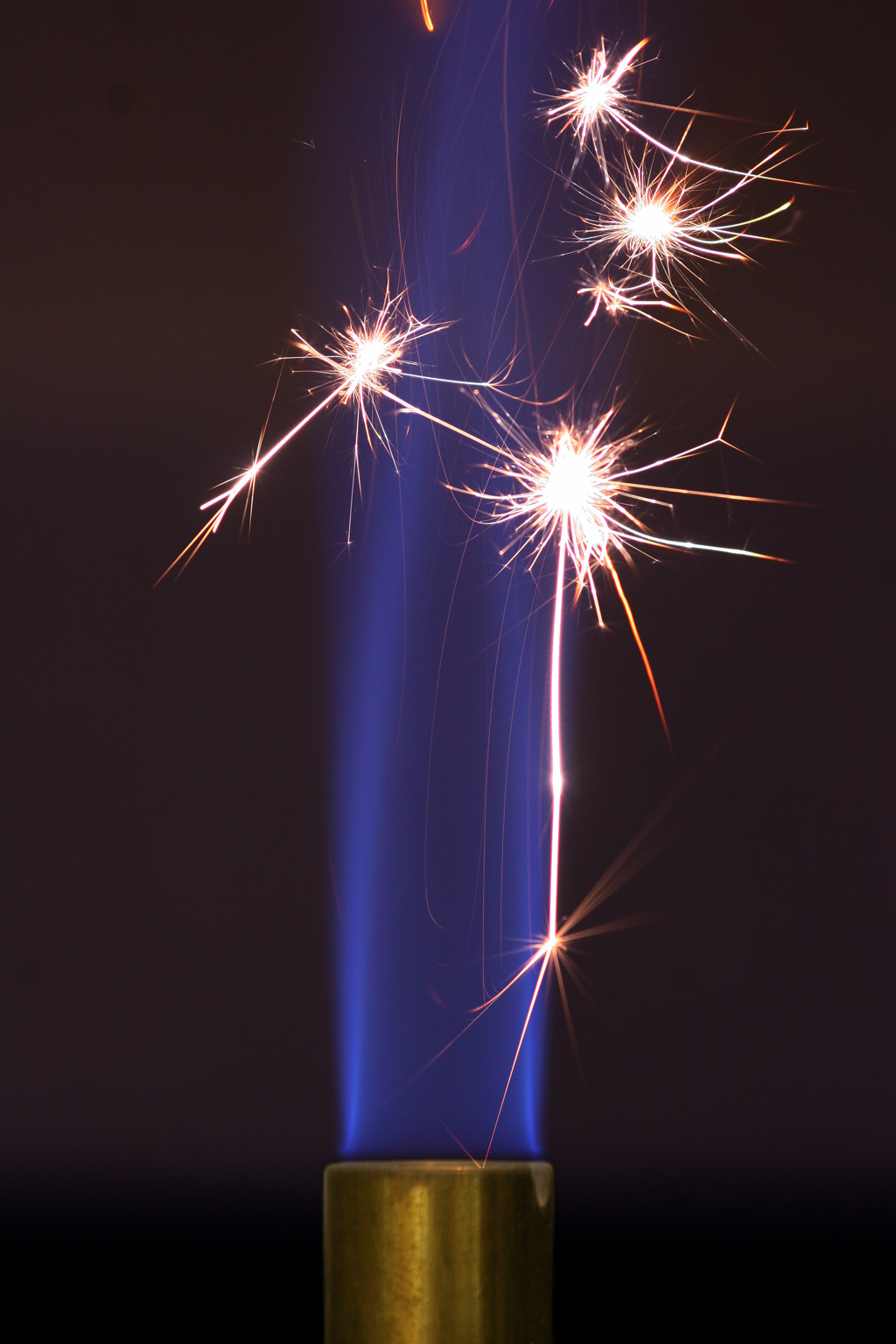
Chispas en una llama de un mechero de Bunsen.

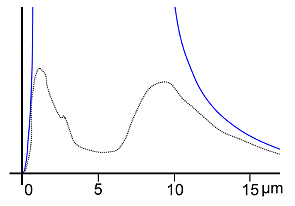
Radiación del cuerpo negro comparada con la del manto de cerio-torio (CeO2/ThO2).

La incandescencia  es una emisión de luz por el calor. Todo cuerpo expuesto a un calor suficiente emite radiación electromagnética en el espectro visible a partir de una cierta temperatura. Para medir el estado de incandescencia de un objeto o describir la luz que emite, se utiliza un modelo teórico llamado cuerpo negro.
La candoluminiscencia  es el arcaísmo utilizado para describir la luz emitida por ciertos materiales que se han calentado hasta quedar en estado incandescente y emiten luz de longitud de onda más corta de lo que cabría esperar de un típico radiador de cuerpo negro.
La calidad de la luz emítida depende directamente de la temperatura a la que se encuentre el cuerpo, un cuerpo ligeramente caliente (alrededor de 1600 °C), emite luz roja-naranja, mientras que un cuerpo muy caliente (alrededor de 5000 °C), emite luz muy blanca e incluso puede llegar al blanco azulado a temperaturas extremas (de 8000-9000 °C). Ello se debe a que un cuerpo a temperatura alta —al rojo vivo— emite la mayor parte de su radiación en las zonas de baja frecuencia (rojo e infrarrojo); un cuerpo a temperatura más alta —al rojo blanco— emite proporcionalmente más radiación en frecuencias más altas (amarillo, verde o azul). De ahí la expresión red hot o al rojo vivo para describir el estado de un metal en la fragua. De ahí también el brillo de la lava de los volcanes (la roca fundida está tan caliente que emite luz).

## Ejemplos
El fenómeno se observó en algunos metales de transición, tierras raras y materiales (cerámicos) de óxido de metal como el óxido de zinc o el dióxido de torio, donde parte de la luz es originada por la incandescencia-fluorescencia del material. El óxido de calcio también goza de esta característica. La causa de este efecto se puede explicar por la excitación térmica directa de los iones metálicos del material.
La palabra candoluminiscencia se utiliza pues de una manera informal para describir la luminiscencia de cualquier material calentado hasta la incandescencia específicamente por una llama. Los ejemplos más comunes de candoluminiscencia los podemos ver en la brillante malla de óxido de cerio/torio (proporción de (1:99) de una lámpara de queroseno o de una luz de gas y en la malla incandescente de una limelight de antiguo diseño.
El óxido de calcio fue el primero en ser utilizado, y aparte de usarlo en el alumbrado de gas, se va haciendo muy común su uso para iluminar los escenarios. Realizamos una aplicación práctica de alta potencia con una antorcha oxhídrica, una luz que se empleó para iluminar los escenarios durante décadas con el nombre de limelight (traducido literalmente: luz de calcio) o luz de escenario.

## Resplandor
Se habla tradicionalmente de resplandor:
- En el caso de una combustión lenta, de carbón de hulla, de un cigarrillo;
- En el caso de una bombilla de luz.